# Weh
Weh (We, dawniej Wai, indonez. Pulau Weh) – wyspa w Indonezji na Morzu Andamańskim w okręgu specjalnym Aceh; najbardziej na północ wysunięta część Indonezji.
Leży u północnego wybrzeża Sumatry; powierzchnia 153 km²; około 30 tys. mieszkańców; górzysta (wys. do 670 m n.p.m.). Główne miasto Sabang.
Główną atrakcją turystyczną są idealne warunki do nurkowania, kilkanaście wydzielonych miejsc, m.in. rafy koralowe, wraki okrętów z II wojny światowej.